# Bernard Tekpetey
Bernard Tekpetey (Acra, Ghana, 3 de septiembre de 1997) es un futbolista de Ghana. Juega de delantero y su equipo es el P. F. C. Ludogorets Razgrad de la Primera Liga de Bulgaria.

## Selección nacional
Ha sido internacional con la selección de Ghana en dos ocasiones.

## Clubes
Actualizado a 26 de mayo de 2025.
| Club                                 | País     | Año        | PJ  | Goles |
| ------------------------------------ | -------- | ---------- | --- | ----- |
| UniStar Soccer Academy               | Ghana    | 20120-2015 |     |       |
| F. C. Schalke 04 II                  | Alemania | 2015-2016  | 16  | 4     |
| F. C. Schalke 04                     | Alemania | 2016-2018  | 3   | 0     |
| S. C. Rheindorf Alatch (cedido)      | Austria  | 2017       | 12  | 3     |
| S. C. Paderborn 07                   | Alemania | 2018-2019  | 36  | 11    |
| F. C. Schalke 04                     | Alemania | 2019-2021  | 0   | 0     |
| Fortuna Düsseldorf (cedido)          | Alemania | 2019-2020  | 10  | 0     |
| P. F. C. Ludogorets Razgrad (cedido) | Bulgaria | 2020-2021  | 37  | 4     |
| P. F. C. Ludogorets Razgrad          | Bulgaria | 2021-      | 142 | 38    |

## Palmarés

### Títulos nacionales
| Título                   | Club                        | País     | Año  |
| ------------------------ | --------------------------- | -------- | ---- |
| Primera Liga de Bulgaria | P. F. C. Ludogorets Razgrad | Bulgaria | 2021 |
| Supercopa de Bulgaria    | P. F. C. Ludogorets Razgrad | Bulgaria | 2021 |
| Primera Liga de Bulgaria | P. F. C. Ludogorets Razgrad | Bulgaria | 2022 |
| Supercopa de Bulgaria    | P. F. C. Ludogorets Razgrad | Bulgaria | 2022 |
| Copa de Bulgaria         | P. F. C. Ludogorets Razgrad | Bulgaria | 2023 |
| Primera Liga de Bulgaria | P. F. C. Ludogorets Razgrad | Bulgaria | 2023 |
| Supercopa de Bulgaria    | P. F. C. Ludogorets Razgrad | Bulgaria | 2023 |
| Primera Liga de Bulgaria | P. F. C. Ludogorets Razgrad | Bulgaria | 2024 |
| Supercopa de Bulgaria    | P. F. C. Ludogorets Razgrad | Bulgaria | 2024 |
| Primera Liga de Bulgaria | P. F. C. Ludogorets Razgrad | Bulgaria | 2025 |
| Copa de Bulgaria         | P. F. C. Ludogorets Razgrad | Bulgaria | 2025 |